# Fiaba russa (genere letterario)

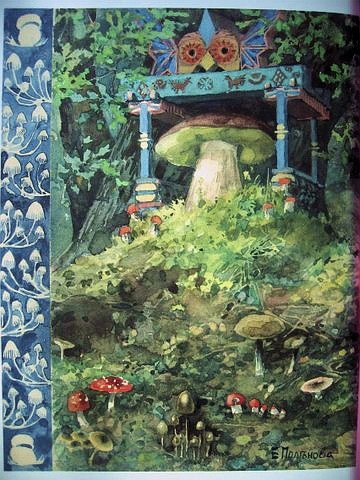
La guerra dei funghi, illustrazione di Elena Dmitrievna Polenova.

Con la dizione fiaba russa, od anche racconto popolare (in russo ска́зка?, skazka, pl. ска́зки, skazki), si intende una fiaba della tradizione culturale e letteraria della Russia.
Sono stati classificati vari sottogeneri di skazka. Una volshebnaya skazka (волше́бная ска́зка, lett. "racconto magico") è considerata una storia con un elemento magico preponderante. Skazki o zhivotnykh sono fiabe sugli animali e bytovye skazki sono racconti sulla vita domestica. Queste varianti di skazki conferiscono al termine maggior profondità e dettaglio riguardo ai diversi tipi di racconti popolari.
Similmente alle tradizioni dell'Europa occidentale, in particolare alla raccolta in lingua tedesca pubblicata dai fratelli Grimm, il materiale in oggetto fu avviato alla raccolta e allo studio accademico sistematicamente solo nel corso del XIX secolo. Le fiabe e i racconti popolari russi furono catalogati (compilati, raggruppati, numerati e pubblicati) per primo da Aleksandr Afanas'ev nel suo Narodnye russkie skazki, del 1850.
Gli studiosi del folklore fanno ancora riferimento alla sua raccolta quando riprendono la numerazione delle nuove skazki.
Mentre un'analisi esaustiva delle storie, che descrive lo sviluppo cronologico delle loro trame e la comprensione dei personaggi in base alle loro funzioni, proseguì successivamente, nella prima metà del XX secolo, da Vladimir Propp, con Morfologiya skazki.

## Storia
Già note tra la popolazione e avviate all'interesse generale dalla seconda metà del XVIII secolo, le fiabe divennero sempre più note agli studiosi e pubblicate dagli editori, man mano che si diffondevano in tutto il paese. La narrazione fiabesca era considerata, pedagogicamente, un fattore importante per l'educazione all'infanzia in Russia, perché doveva far crescere le persone trasmettendogli le lezioni morali contenute nelle fiabe. Durante l'età del Romanticismo, poeti come Aleksandr Puškin e Pёtr Eršov iniziarono a definire lo spirito popolare russo con le loro storie.
Negli anni sessanta dell'Ottocento (ed oltre), nonostante l'ascesa del Realismo, le fiabe rimasero comunque una fonte amata per i lettori, gli scrittori e il letterati, che traevano ispirazione anche dal successo di fiabisti esteri come Hans Christian Andersen.
I messaggi nelle fiabe russe assunsero una forma diversa dopoché Iosif Stalin salì al potere prendendo le redini del regime comunista. Si pensava che le fiabe avessero una forte influenza sui bambini, motivo per cui si decise di imporre delle restrizioni alla letteratura distribuita sotto il suo governo.
Così, i racconti che si crearono tra la prima e la seconda metà del XX secolo, furono usati per imporre credenze e valori socialisti come si può leggere in numerose storie popolari scritte nel periodo. Rispetto alle storie dei secoli passati, le fiabe intese nell'Unione Sovietica ebbero una piega più moderna come si vede in racconti come Grishka e l'astronauta di Anatoliy Mityaev: questa novella esamina la passione dei Russi moderni per i viaggi spaziali, ed è anche una metafora della coeva competizione scientifica e militare in materia, tra la Russia e gli Stati Uniti, verso l'esplorazione dello spazio e la sua ipotetica colonizzazione. I nuovi racconti includevano un focus sulle innovazioni scientifiche e le invenzioni tecnologiche che potevano aiutare i personaggi al posto della magia, che veniva spesso usata come espediente nelle storie del passato.